# Diógenes (irmão de Hiério)
Diógenes (em latim: Diogenes; m. ca. 362) foi um filósofo romano de meados do século IV. Era irmão de Hiério e de uma irmã de nome incerto que casou-se com Menandro de Corinto. Ele também era tio de Aristófanes. O sofista Libânio comparou-o a Máximo de Éfeso e Prisco de Epiro. Talvez pode ser identificado com o filósofo homônimo que esteve ativo pela mesma época.